# Alex Schillings
Alex Schillings (* 21. Januar 1957 in Gulpen) ist ein niederländischer Musiker, Musikpädagoge, Komponist und Dirigent.

## Leben
Bereits mit 15 Jahren studierte Schillings Trompete und Dirigieren am Konservatorium Maastricht. 1979/1980 schloss er sein Studium ab und belegte Meisterkurse mit Rien Rats, Lucas Vis und Anton Kerstjes. 1985 gewann er den „Silbernen Taktstock“ beim internationalen Dirigentenwettbewerb des WMC in Kerkrade. Von 1995 bis 2001 leitete Alex Schillings als Chefdirigent das Orchester „Johan Willem Friso Kapel“ und von 2001 bis 2002 die „Koninklijke Militaire Kapelle“ in Den Haag. Seit 1998 unterrichtet er Blasorchesterdirektion am Nordniederländischen Konservatorium, seit 2001 am Königlichen Konservatorium in Den Haag. Von 2004 bis 2006 leitete er das auf einem hohen Niveau stehende Blasorchester Schoonhoven und danach die Royal Wind Band in Peer (Belgien).
Seit 2004 unterrichtet er auch als Gastdozent Orchesterleitung an der Universität von Alicante, Barcelona und Tarragona (Spanien). Seit 2011 ist er Gastdirigent bei der Banda Sinfonica Portuguesa in Porto. Von 2014 bis 2015 trat Maestro Schillings als Dirigent bei den Salzburger Festspielen auf. Seit 2013 unterrichtet er bei ISEB in Mezzocorona (Trient – Italien). Im Jahre 2013 publizierte er ein Buch namens „Metafoor“, das auf geeignete Methoden in der Orchesterleitung und dem Studium der Orchesterleitung hinweist. Seit 2014 unterrichtet er Blasorchesterleitung an der Staufen Akademie (Deutschland) wo dieser vierjährige Kurs „Metafoor“ genannt wird.